# Troller
A Troller foi uma marca de automóveis brasileira, localizada na cidade de Horizonte no estado do Ceará, fabricante de veículos utilitários tipo fora de estrada. Desde 2007, era propriedade da Ford.

## História

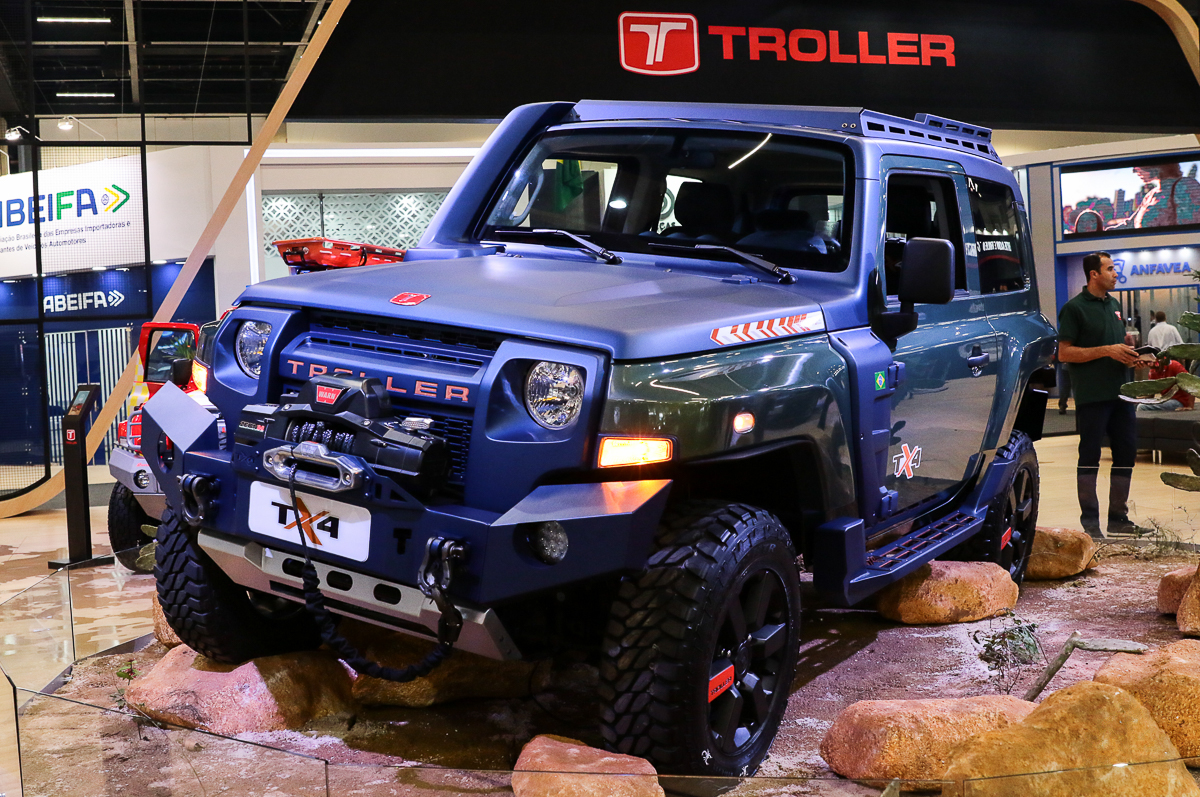
Troller T4.

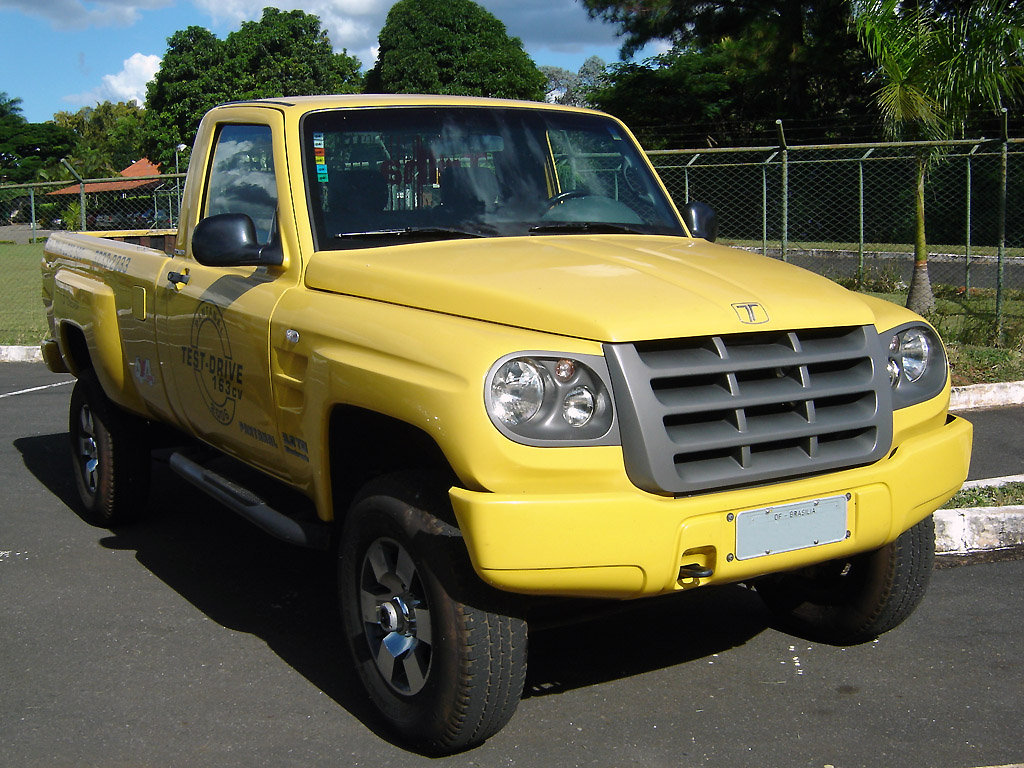
Troller Pantanal.

A Troller foi fundada em 1995 no Ceará por Rogério Farias e em 1997 o empresário Mário Araripe (que também atua no ramo têxtil e de construção civil) adquire a empresa e investe na expansão da fábrica e na linha de produtos. Nos últimos anos a Troller ganhou visibilidade apenas com o jipe T4, hoje com motor 5 cilindros 3.2 20V de 200 cv e 47,8 Kgfm (o mesmo da Ford Ranger 2015), (até 2012 o motor era um MWM/International Power Stroke 3.0, Intercooler, de 163 cavalos e 38,7 Kgfm). A Troller também se tornou especialista em veículos especiais, ao desenvolver o jipe militar, carro-bombeiro e aqueles destinados às operações em minas subterrâneas. Os primeiros veículos da Troller que eram o modelo RF Sport (1997 - 1999) (em 1999 foi lançado o T4 como sucessor do RF Sport) saíram da linha de produção com motor à gasolina VW AP 2.0 de 114 cv (foi usado até 2001) e, em sequência, com motor mecânico MWM Diesel 2.8 de 115 cavalos líquidos (132 cv brutos) (2001 até o final de 2005). Desde fevereiro de 2006, no entanto, a Troller passou a disponibilizar a picape Pantanal. Com esses dois produtos, a montadora ampliava sua atuação no nicho de veículos especiais em que se posicionava. Em 2007 a Ford do Brasil anunciou a compra da fabricante cearense. Mais tarde a picape Pantanal foi retirada do mercado, e as unidades que haviam sido vendidas foram recompradas pela Ford, pois apresentaram problemas no chassi.
No distrito industrial de Horizonte, a 37 quilômetros de Fortaleza, operam os departamentos de design, engenharia, produção e recursos humanos e, em São Bernardo do Campo, os departamentos comercial, marketing, pós-venda e suprimentos.

## A aquisição pela Ford
No dia 4 de janeiro de 2007, em audiência com o Presidente Luiz Inácio Lula da Silva, o presidente da divisão para a América Latina da Ford Mark Fields anunciou a aquisição da Troller, que passa a fazer parte do grupo, juntamente com Lincoln e Mercury.

## Fechamento da fábrica
Em 11 de janeiro de 2021, a Ford do Brasil anunciou a sua saída do país e o fechamento de suas três fábricas, incluindo a fábrica da Troller em Horizonte, no Ceará. 
Em 10 de agosto a Ford anunciou que iria encerrar a marca Troller e somente iria vender seus ativos, não podendo ao comprador da fábrica utilizar o layout dos carros e nem a marca Troller.
Com isso foi decretado o fim da marca e somente as peças serão fabricadas até novembro de 2021.

## Modelos

### Descontinuados
- Troller Pantanal
- Troller T4-M
- Troller T4
- Troller TX4

## Características e motorização
Todos os modelos da Troller, em exceção o extinto Pantanal, possuem o mesmo nome "T4", de ano para ano fazem algumas poucas mudanças como capotas de lona e rígida sendo opcionais ou extintas no caso da lona vir de fabrica, ou o snorkel que vem instalados nos modelos 2013 e 2014. A diferença está sempre nos anos de fabricação, principalmente pré, e pós Ford.
Apesar de ser um grande jipe, devido a grande variedade de peças de diferentes fabricantes é sabido dentre os proprietários e amantes do Troller que é um veiculo merece um pouco de atenção. O motor 3.2 Diesel usado no utilitário em 2013 a 2014 teve um histórico de problemas elevado. Os problemas relatados são nos bicos de injeção, módulo eletrônico e selo das galerias de água do bloco. Os demais motores são confiáveis e muito utilizado em expedições e trilhas.

### RF (Modelos 1999 a 2001 e 2003 Série Especial)
- Motor Volkswagen AP 2.0 gasolina de 114 cv

### T4 (Modelos 2001 a 2005)
- Motor MWM 2.8 diesel de 132 cv

### T4 (Modelos 2006 a 2012)
- Motor International NGD 3.0 diesel eletrônico de 163 cv

### T4 (Modelos 2013 a 2014)
Snorkel de série em todos os modelos, fim de 2014 são instalados de série para-choques de trilha na cor cinza.
- Motor MWM-International TGV 3.2 diesel de 165 cv

### Novo T4 (Modelo 2015)
Todo o jipe foi re-estilizado, ganhou ar-condicionado digital, câmbio 6 marchas, motor 3.2 de 5 cilindros.
- Motor Ford Duratorq 3.2 diesel 5 Cilindros de 200 cv